# Strashelye
Strashelye è una filiale estinta della scuola Chabad di ebraismo chassidico, intitolata alla città omonima che si trova nella regione di  Voblasc' di Mahilëŭ in Bielorussia, dove viveva il suo leader, Rabbi Aharon HaLevi Horowitz. Come per tutte le scuole di pensiero chassidico, anche questa scuola era fondata sullo Chassidut secondo gli insegnamenti del Baal Shem Tov, che a sua volta si basavano sull'opera cabalistica di Rabbi Isaac Luria.